# Amen (Vincent-Bueno-Lied)
Amen ist ein vom Autorenteam Ashley Hicklin, Jonas Thander und Tobias Stuber geschriebener Popsong, welcher vom österreichischen Sänger Vincent Bueno interpretiert wurde. Mit dem Titel hat er Österreich beim Eurovision Song Contest 2021 in Rotterdam vertreten.

## Hintergrund und Produktion
Ende Februar schrieb Eberhard Forcher, dass der Titel den Namen Amen tragen werde. Bereits im März 2020 kündigte der Österreichische Rundfunk an, dass Bueno Österreich beim Eurovision Song Contest 2021 vertreten werde, nachdem die Ausgabe 2020 aufgrund der fortschreitenden COVID-19-Pandemie abgesagt werden musste.
Der Titel wurde von Ashley Hicklin, Jonas Thander und Tobias Stuber geschrieben, welche bereits vorher an Eurovisions-Titel mitgewirkt hatten. Die Produktion entstand durch Thander, Mikolaj Trybulec und Pele Loriano. Die Abmischung erfolgte durch David Hofmann.

## Musik und Text
Laut des Interpreten sei die Ballade weder christlich noch autobiografisch inspiriert. Der Song handele von einem dramatischen Beziehungsende, was aber nicht nur eine Liebesbeziehung sein könne, sondern auch beispielsweise der Tod des eigenen Hundes. Das titelgebende Amen solle als Schlusspunkt stehen und als Signal für den Aufbruch dienen.

„Auf den ersten Blick geht es um eine dramatische Beziehungsgeschichte, aber für mich geht es vor allem um diesen inneren Kampf, den jeder kennt, mit den eigenen Stärken und Schwächen, der in eine helle Zukunft führt.“

Die erste Strophe handelt davon, dass die andere Person in der Beziehung die Beziehung beendet. in der zweiten Strophe sing der Sänger davon, dass die Trennung für den anderen „nur eine weitere Beerdigung“ („I bet it's just another funeral to you“) sei, für sich selbst jedoch das Ende. Im Refrain des Liedes stellt der Interpret an sein Gegenüber die Frage, ob es das sei, was es wollte („Is this what you wanted“). Zum Schluss wandelt er diese Frage in „Are you getting what you wanted?“ („Hast du erreicht, was du wolltest?“).

## Beim Eurovision Song Contest
Die Europäische Rundfunkunion kündigte am 17. November 2020 an, dass die ausgeloste Startreihenfolge für den 2020 abgesagten Eurovision Song Contest beibehalten werde. Österreich trat somit in der ersten Hälfte des zweiten Halbfinale am 20. Mai 2021 an. Am 30. März gab der Ausrichter bekannt, dass Österreich Startnummer 5 erhalten hat. Bueno kündigte für die Show eine reduzierte Show an und wolle ohne Tänzer oder Begleitsänger auf der Bühne stehen. Das Land konnte sich nicht für das Finale qualifizieren. Österreich erreichte den 12. Platz und erhielt insgesamt 66 Punkte, wobei der Großteil von den Juries stammte.

## Rezeption
Die Wiener Zeitung beschrieb Amen als „ruhigen Popsong“. Amira Ben Saoud vom Standard schrieb nach dem Ausscheiden Österreichs beim Grand Prix, Bueno habe auf der Bühne „sehr nervös“ gewirkt und „konnte nicht zur Höchstform auflaufen“. Markus Spiegel hielt vor dem Wettbewerb Buenos Chancen beim ESC für überschaubar und erwartete eine Platzierung im Mittelfeld. Er schrieb, der Titel „greife nicht wirklich“, außerdem sei der Titel Amen „unzählige Male“ verwendet worden. Ein Up-Tempo-Song sei passender gewesen. Weiter schreibt Spiegel im Kurier, dass pandemiebedingt „triste und nachdenkliche Songs nicht die gewünschte Akzeptanz beim Publikum erzielen werden“.

## Veröffentlichung
Der Titel erschien am 10. März 2021 als Musikstream. Das Musikvideo entstand unter der Regie von Lawrence Karla. Es wurde unter anderem auf dem Dach des Hauses des Meeres gedreht.